# توجيه الأطفال الموهوبين
توجيه الأطفال الموهوبين يتمتع الافراد الموهوبين بمستوى عالي من الذكاء والمواهب الخاصة ويحتاحون لاهتمام خاص وانتباه من المعلم لانهم يمثلون مصادر للابداع والعطاء تعتبر العناية النفسيه والاسريه من أفضل الامور لنمو حياتهم واستقرارهم ويتم رعايتهم نفسيا واجتماعيا وتربويا والتفوق هو ذكاء المرتفع وتطور الاجتماعي وتحصيل الاكاديمي ومن متطابات التفوق الثقة بالنفس التفكير الابداعي البحث عن افكار جديده
يوجد ادوار للوالدين والادارين لمتابعه الموهوبين والاشراف عليهم منها تمويل البرامج المشرفه عليهم والتعاون داخل المؤسسة التعليميه .
```
من أهم ادوار أولياء الأمور
:
```

1.العدل بين الأبناء.
2.اداره وقت وتحمل المسؤولية .
3.الحرص على اشراك الطفل في الانشطه الاجتماعيه وتقديم التعزيز لهم

## أبرز أنواع التوجيه
1.الفردي :هو نوع يستخدمه المرشد للوصول للمشكله التي يعاني منها الطفل والتعامل مع مشكلات الطالب (خجل.تدني مفهوم الذات) وعلى المرشد ان يفهم نفسيه الطالب وقدراته من الحالات التي تطلب ذلك المنافسة بين الرفاق العزلة الاجتماعيه..الانحراف في السلوك تدني التحصيل
2.التوجيه المباشر:يركز على مشكلة المسترشد بشكل اساسي ويتعامل مع الجانب العقلي والعاطفي للمشكله من اجراءاته:
أ.تحليل:جمع المعلومات لفهم الطفل ومساعدته.
ب.متابعه طور الحالة
ج.تنبؤ(تطور المحتمل للمشكله)
3-التوجيه غير المباشر:توجيه مرتكز حول الطالب نفسه لا يقدم حلول جاهزه يساعد الطالب على للتفكير بلحل من عيوبه ؟
يضيع العمل ولا يصل لحل يرتكز على العميل .
الموهبة نعمه من الله يجب الحفاظ عليها والاهتمام بها ودعهمها من طرق العناية بهم تشجيعهم ودعهم تحفيزهم وتوفير بيئه مناسبه لهم
توفير الادوات اللازمة لهم وتوجيه الاسئله والعمل على اقامه المعارض لهم لعرض مواهبهم وابتكاراتهم والعمل على تشجيع قدراتهم وتنميه ثقته بنفسه الطفل الموهوب لديه قدره على حل الالغاز وحل التفاصيل الدقيقة.